# Basset fauve de Bretagne
Pour les articles homonymes, voir Basset et Basset (chien).
Le basset fauve de Bretagne est une race de chien de chasse originaire de Bretagne. C'est un chien de type basset, à la robe fauve unicolore. Très populaire au XIXe siècle dans sa région d'origine, il a acquis sa renommée nationale dans les 30 dernières années du XXe siècle. La race est utilisée comme chien de chasse et est notamment réputée pour la chasse au lapin.

## Historique
L'ancêtre du basset fauve de Bretagne est le « Grand Fauve de Bretagne », utilisé dans les meutes comme celle d'Anne de Beaujeu, fille de Louis XI. Le grand fauve de Bretagne est à présent devenu le griffon fauve de Bretagne. Des croisements avec le basset vendéen ont par la suite été réalisés.
Le basset fauve de Bretagne est très populaire au XIXe siècle en Bretagne. Le Club du Fauve de Bretagne est créé en 1949 sous l'impulsion de quelques bretons passionnés. Le basset fauve de Bretagne acquiert sa renommée nationale dans les trente dernières années du XXe siècle. De nombreuses Coupes de France sur lapin ont été gagnées par des bassets fauves de Bretagne. Environ 12 000 sujets sont inscrits au livre des origines français et le basset fauve de Bretagne représente la première race de basset français en nombre d'inscriptions. 

## Standard

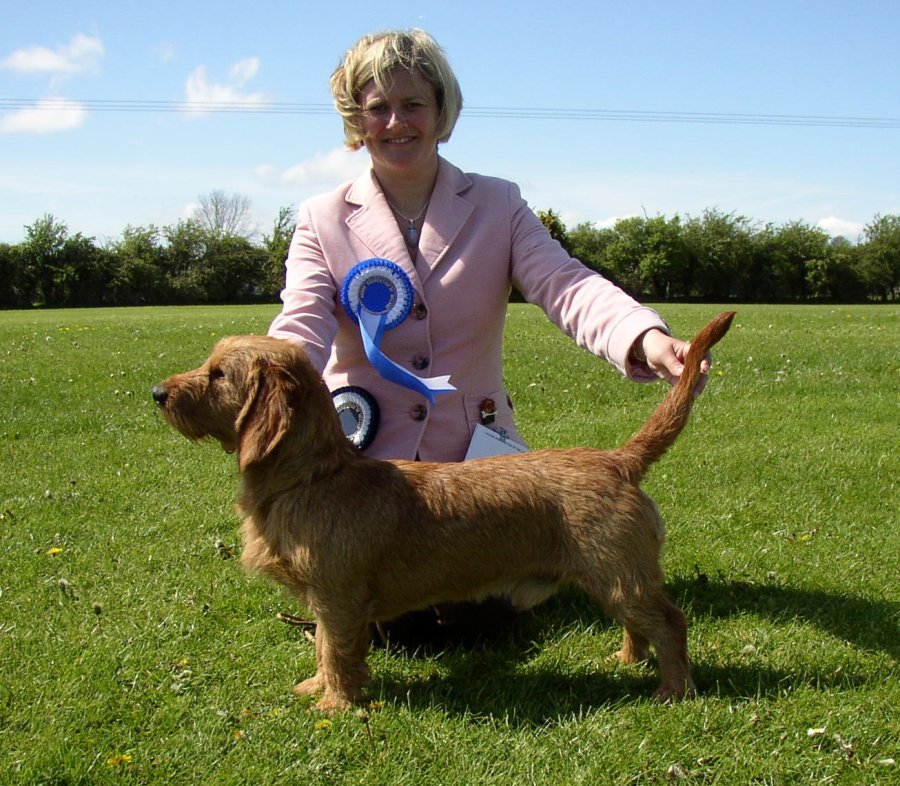
Basset fauve de Bretagne.

Le basset fauve de Bretagne est un chien de petite taille, de type basset. Portée légèrement en faucille, la queue de longueur moyenne est grosse à la base et s’effile bien à la pointe. En action, la queue est portée au-dessus de la ligne de dos et décrit des mouvements latéraux réguliers. Le crâne est de forme allongée avec une protubérance occipitale marquée. Le stop est un peu plus accusé que le griffon fauve de Bretagne. Le museau est effilé plutôt que carré, avec une truffe noire ou marron foncé. Ni proéminents, ni trop enfoncés dans les orbites, les yeux sont de couleur marron foncé. Attachées finement au niveau de la ligne de l’œil, les oreilles atteignent à peine l’extrémité de la truffe et se terminent en pointe.
Le poil est très dur, sec et assez court. La face n'est pas trop embroussaillée, avec un poil très court sur les oreilles. La robe fauve uniforme varie du froment doré au rouge brique. Quelques poils noirs dispersés au niveau du dos et des oreilles sont tolérés. Une petite étoile blanche peut être présente au poitrail mais n'est pas un critère recherché.

## Caractère
Le basset fauve de Bretagne est décrit dans le standard de la Fédération cynologique internationale comme passionné de chasse, sociable, affectueux et équilibré. À la chasse, c'est un chien courageux, débrouillard et opiniâtre. Il est très gentil avec les enfants quel que soit leur âge[réf. nécessaire].
Jamais agressif, le basset fauve de Bretagne ne pose aucun problème de comportement tant avec l'homme que ses congénères. Très facile à élever, son éducation simple ne pose aucun problème particulier, mais demande à être réalisé dès le plus jeune âge. À la chasse, l'apprentissage progressif sur le terrain doit commencer avant l'âge de un an. 
En groupe, le basset fauve de Bretagne est sociable. Les conflits entre chiens sont généralement très rares.

## Utilité

Le basset fauve de Bretagne est un chien rustique qui s'adapte à tous les terrains.

Le basset fauve de Bretagne est un chien de chasse. Très réputé pour la chasse au lapin, il peut également être utilisé pour la chasse à tir pour tout type de gibiers à poil et pour la recherche au sang. Il peut être utilisé en solitaire ou en meute. C'est un chien très fin de nez, malin et opiniâtre. Sa rusticité et son poil rêche lui permet de s'aventurer sans problème dans les fourrés pour y débusquer le gibier : il s'adapte à tous les territoires même les plus difficiles.
Chien de compagnie agréable, il s'adapte à la vie citadine, voire en appartement, si on lui permet de s'ébattre à l'extérieur en veillant à le sortir au moins trois fois par jour. Son côté rustique et joueur fait qu'il s'adapte très bien à tout environnement, y compris à la ville mais à condition de l'y habituer très tôt[réf. nécessaire].

## Élevage

### Naissance
En élevage, les parturientes produisent en moyenne cinq à six chiots[réf. nécessaire]. Bien que le basset soit un chien très rustique, il faut lui apporter toute l'assistance nécessaire pour le bon déroulement de la mise bas. La mise bas est un effort d'une grande intensité. Il faut contrecarrer les pertes énergétiques par une alimentation appropriée, qui apportera, à la mère et aux petits, tous les nutriments essentiels à leur constitution. Les premiers apports alimentaires sont cruciaux pour la construction d'un capital osseux de qualité.

### Santé
Peu exigeant sur la nourriture, le basset fauve de Bretagne ne requiert aucune alimentation particulière et les produits industriels lui conviennent parfaitement. La ration quotidienne doit être adaptée à sa croissance et augmentée en période de chasse.
Le basset fauve de Bretagne n'est atteint d'aucune affection pathologique particulière. C'est un chien solide, d'excellente constitution, qui ne souffre pas des intempéries.[réf. nécessaire] Comme tous les chiens, le basset fauve de Bretagne demande une visite annuelle chez le vétérinaire afin de renouveler les vaccins et de contrôler la masse du chien.
Le basset Fauve de Bretagne est chien doté d’un long dos. Les sauts répétitifs et la descente d’escaliers peuvent fragiliser son dos et provoquer des hernies discales.

### Entretien
Un brossage régulier mais non quotidien du pelage suffit. Il est conseillé de ne pas utiliser de brosse métallique, plutôt une brosse à poil ou un peigne[réf. nécessaire].